# Let's try again
「Let's try again」（レッツ・トライ・アゲイン）は、チーム・アミューズ!!の楽曲。2011年4月20日に音楽配信、5月25日に12cmCDで発売。発売元はアミューズソフトエンタテインメント。キャッチコピーは「被災地に支援を! 日本中に元気を!」。

## 背景
東日本大震災の復興支援のためにサザンオールスターズの桑田佳祐が発起人となり、所属する芸能事務所アミューズのタレント、俳優、ミュージシャン計37組54人で「チーム・アミューズ!!」を結成。メドレー形式のチャリティー楽曲の製作が発表された。
「チーム・アミューズ!!」単体での最終的なチャリティ金額は2011年4月から12月までの販売確定分で248,516,336円。これと共に多くのファン・スタッフ・関連企業・株主からの義援金や各アーティストのライブでの収益や募金を「アミューズ募金」を通じて日本赤十字社や宮城県・岩手県・福島県の地方公共団体に寄付しており、この曲の売り上げを含めると総額は727,367,360円に達した。ちなみに「アミューズ募金」はこれをもって2012年3月末で一旦終了したが、今後の継続的な支援及び社内外からの再開を希望する声が相次いだことをきっかけに同年10月1日より募金活動を再開。現在も災害や感染症などが発生する度に募金活動や支援を行っている。

## 制作

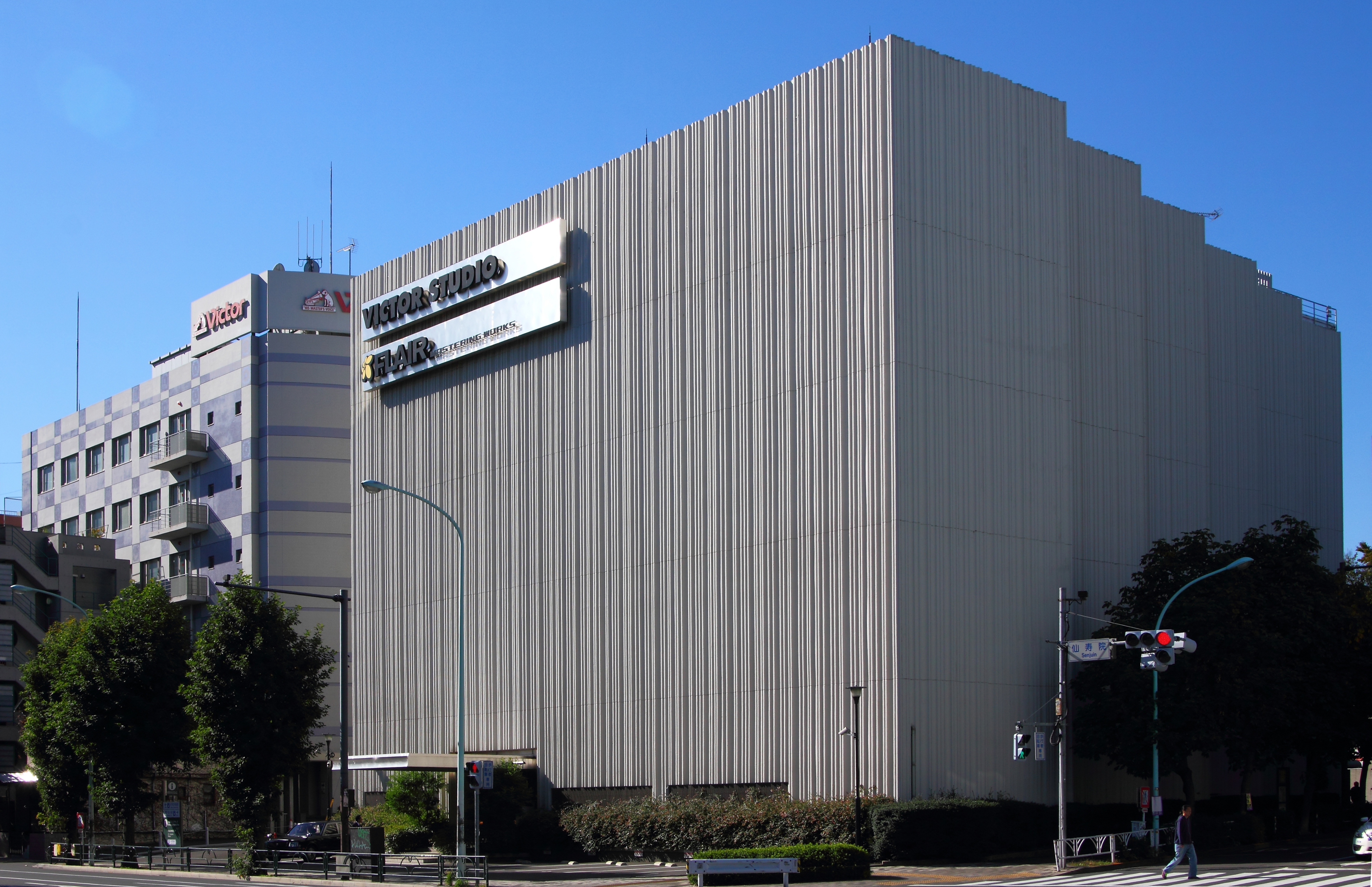
「Let's try again」のレコーディング・MV撮影が行われたビクタースタジオ

東日本大震災が発生した2011年3月11日に、桑田佳祐・原由子夫妻やバンドメンバー・スタッフは特番の追加収録をするために東京のNHKのスタジオにいた。直接的な被災はしなかったが、収録は取りやめとなり、桑田は次々と入る悲惨なニュースに心を痛めた。前年に食道がんで入院し手術を受け復帰したこともあって、当たり前の暮らしや人の命の大切さを痛感していた矢先の出来事であり、なおさら胸に沁みたという。震災から一週間が過ぎた3月19日に放送された自身のラジオ番組『桑田佳祐のやさしい夜遊び』（TOKYO FM）ではギター弾き語りで「希望の轍」を歌い、番組の最後には「日本の国民のみなさんは素敵で優しい人たちだと思う。この国に生まれて良かったなと思います」「今この時こそみんなの力を信じる」と発言して被災者を励ました。
本楽曲の制作の経緯として震災後に福山雅治が桑田のもとに「桑田さんが何かするなら僕も協力します」といったメールをしたことが挙げられている。このエピソードは当シングル収録のDVDのメイキング映像でも語られている。桑田は震災を受け自分は何ができるのか、何をするべきなのかを考えるようになり、やがて「自分はエンターテインメントの業界で生きている以上、皆様の気持ちが明るくなるような、少しでも元気を取り戻す、その作用点にならなくてはいけないのではないか」と思うようになり、本楽曲の制作が行われた。本楽曲の制作に参加したメンバーと語り合ったことによって全員が震災後、自身が考えていた事と同じ事を同時に考え、悩んでいたことを痛感し、立場や世代などを越えて通じ合う確かなものがあったとも桑田は述べており、楽曲に関しても「今（当時）こうしたピンチの状況だからこそ、余計に堅苦しくなりすぎないように心がけたつもりです」と語っている。また、原由子も震災の直後こそは「こんな時に音楽をやっている場合ではない」と思ったが、その一方で「こんな時にこそ音楽が必要なんじゃないか」と思えもしたということを明かしており、上述の経緯で楽曲制作が始まった際には、「そうなったらただただ桑田についていこう」と覚悟を決めたことを述べている。
ミュージック・ビデオでは桑田およびサザン・福山・ポルノグラフィティ・BEGINが日の丸を背に歌う、三宅裕司・小倉久寛・岸谷五朗・寺脇康文がAKB48の「ヘビーローテーション」を踊る、福山・岡野昭仁・比嘉栄昇がプロレスを意識した演技をしマイクを奪い合うなどの演出があった。また、クロマキー合成が施されたものが多かった。最後はレコーディング・スタジオ（桑田がよく使用するビクタースタジオの「401スタジオ」）で大合唱されている。監督は川村ケンスケが担当。また、出演者全員がパラパラを踊るシーンの振り付けはMIKIKOが担当した。前述したMVの日の丸を掲揚する演出や発言及びキャッチコピーでも分かるように、桑田を始めとしたメンバーやスタッフの日本を応援する気持ちは強く、一部スタッフや監督の川村は表面に「チーム・アミューズ!!」の文字、背中に日の丸がデザインされたTシャツを制作中に着用した。
2011年9月10日から9月11日にかけてセキスイハイムスーパーアリーナにて、敢行された桑田のソロライブ『宮城ライブ 〜明日へのマーチ!!〜』で披露された「Let's try again ～kuwata keisuke ver.～」のサビの部分でこの曲のミュージックビデオの大団円での歌唱シーンがモニターに流されている。

## リリース
2011年4月20日からmoraをはじめとしたモバイルサイトにて楽曲およびMV動画が配信された。着うたおよびビデオクリップは4月21日付のレコチョクデイリーランキングで初登場1位を獲得している。
もともとは配信限定の予定であったが、アミューズや参加アーティストのファンクラブ、レコード会社にCD化の要望が殺到し、より多くのファンに楽曲を届けるべくCD化の調整を進め、生産工程の最短スケジュールで配信開始前日の4月19日にCDで発売されることが発表された。CDにはミュージック・ビデオ、メイキングを収録したDVDとスペシャルサイン入りステッカーが同封される。なお、本作は2011年12月31日までの期間限定発売となっている。歌詞カードにはレコーディングの模様やミュージック・ビデオの撮影風景の写真や、桑田による被災地への見舞いの言葉と前述の制作経緯を語った「『Let's try again』によせて」と題したコメントが収録された。本作のジャケットはMVと同様に日の丸のイメージが取り入れられ、白い背景をバックにタイトルを表記し、赤い丸をハートマークに変えてその中にチーム・アミューズ!!の名を冠したものになっている。
後述の通り2011年8月17日発売の桑田のソロシングル「明日へのマーチ/Let's try again 〜kuwata keisuke ver.〜/ハダカ DE 音頭 〜祭りだ!! Naked〜」に、桑田ソロバージョンとしてメドレー部分をなくした代わりにフルコーラス書き下ろしのオリジナル曲「Let's try again ～kuwata keisuke ver.～」が収録された。

## 批評
制作当時は震災があったことでの自粛ムードと相まって、収録楽曲やミュージックビデオの演出への賛否などもあり、制作中に原由子もそれらに対する懸念を抱いていたこともあったが、桑田自身は「この『Let's try again』が被災地の皆様方の耳に届くことがあったとき、困難な状況の中少しでも気晴らしになってくれたら、そして同じように被災地以外の日本中の皆様にも明るく元気に明日を夢見ていただけたら、私たち”チーム・アミューズ!!”にとって誠に本望です」と述べ割り切り、参加者全員とスタッフも桑田の思いを受け入れた。

## チャート成績
2011年6月6日付のオリコン週間ランキングで初週19.0万枚を売り上げて、初登場・最高2位を記録した。また、累計売上は30.0万枚（オリコン調べ）を売り上げた。

## 収録曲

### Disc-1（CD）
1. Let's try again [9:02]
（作詞・作曲（テーマ部分）：桑田佳祐、編曲：桑田佳祐・曽我淳一）
随所に台詞が挿入されている。台詞には三宅裕司、吉高由里子、仲里依紗などが参加しており、最後の三宅の台詞で曲は終了する。「マンピーのG★SPOT」の部分では仲がポルノ、福山、BEGINを呼び捨てにして歌うことを命令するセリフが挿入された。これは桑田のアイディアによるものであり、仲本人に意図を伝えた際には苦笑いを浮かべながら「先輩を呼び捨てするんですか?」と恐縮された。仲は録音が終わった際にも「大先輩に、すいません」と心情を吐露していた[18]。
曲中に「ポリリズム」「LOVE AFFAIR 〜秘密のデート」「希望の轍」がサンプリング挿入されている箇所がある。
メドレーで使用された曲・構成は以下の通り。

| 曲名                                       | メドレー内での歌手                    | 原曲アーティスト     | 作詞           | 作曲              |
| ------------------------------------------ | ------------------------------------- | -------------------- | -------------- | ----------------- |
| Let's try againのテーマ + 三宅裕司のセリフ |                                       |                      |                |                   |
| 勝手にシンドバッド                         | サザンオールスターズ 福山雅治         | サザンオールスターズ | 桑田佳祐       | 桑田佳祐          |
| サウダージ                                 | ポルノグラフィティ                    | ポルノグラフィティ   | ハルイチ       | ak.homma          |
| 島人ぬ宝                                   | BEGIN                                 | BEGIN                | BEGIN          | BEGIN             |
| 三宅裕司のセリフ                           |                                       |                      |                |                   |
| 桜坂                                       | 福山雅治                              | 福山雅治             | 福山雅治       | 福山雅治          |
| 吉高由里子のセリフ                         |                                       |                      |                |                   |
| ポリリズム                                 | Perfume                               | Perfume              | 中田ヤスタカ   | 中田ヤスタカ      |
| LOVE AFFAIR 〜秘密のデート                 | サザンオールスターズ                  | サザンオールスターズ | 桑田佳祐       | 桑田佳祐          |
| Let's try againのテーマ + 三宅裕司のセリフ |                                       |                      |                |                   |
| 大きな玉ねぎの下で                         | 爆風スランプ                          | 爆風スランプ         | サンプラザ中野 | パッパラー河合    |
| アゲハ蝶                                   | ポルノグラフィティ                    | ポルノグラフィティ   | ハルイチ       | ak.homma          |
| IT'S ONLY LOVE                             | 福山雅治                              | 福山雅治             | 福山雅治       | 福山雅治          |
| 涙そうそう                                 | BEGIN                                 | BEGIN                | 森山良子       | BEGIN             |
| 福山雅治のセリフ                           |                                       |                      |                |                   |
| 私はピアノ                                 | 原由子 Perfume                        | サザンオールスターズ | 桑田佳祐       | 桑田佳祐          |
| Runner                                     | 爆風スランプ 佐藤健 仲里依紗 三浦春馬 | 爆風スランプ         | サンプラザ中野 | Newファンキー末吉 |
| 三宅裕司、小倉久寛、仲里依紗のセリフ       |                                       |                      |                |                   |
| マンピーのG★SPOT                           | 福山雅治 BEGIN ポルノグラフィティ     | サザンオールスターズ | 桑田佳祐       | 桑田佳祐          |
| 希望の轍                                   | 出演者全員                            | サザンオールスターズ | 桑田佳祐       | 桑田佳祐          |
| 福山雅治のセリフ                           |                                       |                      |                |                   |
| Let's try againのテーマ + 岡野昭仁のセリフ |                                       |                      |                |                   |
| Let's try againのテーマ + 三宅裕司のセリフ |                                       |                      |                |                   |

### Disc-2（DVD）
1. Let's try again (music video)
2. Let's try again (making)

## 参加したタレント・アーティスト
| ミュージシャン - 桑田佳祐（サザンオールスターズ） - サンプラザ中野くん（爆風スランプ） - Skoop On Somebody - 関口和之（サザンオールスターズ） - 高橋優 - 野沢秀行（サザンオールスターズ） - 原由子（サザンオールスターズ） - パッパラー河合（爆風スランプ） - Perfume - BEGIN - 福山雅治 - FLOW - ポルノグラフィティ - MIHIRO〜マイロ〜 - 松田弘（サザンオールスターズ） - MONOBRIGHT - 森雪之丞 - ONE OK ROCK | タレント - 板谷由夏 - 上野樹里 - 岡田義徳 - 小倉久寛 - 加藤貴子 - 神木隆之介 - 岸谷五朗 - 小出恵介 - 小松彩夏 - 佐藤健 - 須藤理彩 - 寺脇康文 - 富田靖子 - 仲里依紗 - 平岡祐太 - 三浦春馬 - 三宅裕司 - 村川絵梨 - 吉高由里子 |

## 参加ミュージシャン
| RECORDING MEMBER                         | RECORDING MEMBER                               |
| ---------------------------------------- | ---------------------------------------------- |
| 桑田佳祐                                 | Vocal、Acoustic guitar                         |
| 福山雅治、比嘉栄昇、岡野昭仁             | Chorus、「マンピーのG★SPOT」Vocal、Spoken Word |
| BEGIN                                    | Whistle、Ohayashi                              |
| 三宅裕司、小倉久寛、仲里依紗、吉高由里子 | Spoken Word                                    |
| 野沢"毛ガニ"秀行                         | Conga、Samba Whistle                           |
| Perfume                                  | 「私はピアノ」Vocal                            |
| 原由子                                   | 「私はピアノ」Chorus                           |
| 曽我淳一                                 | Computer Programming、Keyboards                |
| 斎藤誠                                   | Acoustic Guitar、Electric Guitar、Chorus       |
| 清水美恵、安奈陽子                       | Chorus                                         |

## Let's try again 〜kuwata keisuke ver.〜
「Let's try again 〜kuwata keisuke ver.〜」（レッツ・トライ・アゲイン 〜クワタ ケイスケバージョン〜）は、桑田佳祐の楽曲。自身の14作目のシングル「明日へのマーチ/Let's try again 〜kuwata keisuke ver.〜/ハダカ DE 音頭 〜祭りだ!! Naked〜」の収録曲として、タイシタレーベル / SPEEDSTAR RECORDSから2011年8月17日に発売された。作詞・作曲・編曲は桑田佳祐、管編曲は山本拓夫 & 曽我淳一が担当。
2016年2月26日にはダウンロード配信、2019年12月20日にはストリーミング配信を開始した。
2020年5月6日から新型コロナウイルスの感染拡大に伴いYouTubeにて他のサザン・桑田ソロ曲と同様にミュージック・ビデオのフルサイズ配信を開始。現時点で67万回もの再生回数を記録している。また、以前から配信されていたショートバージョンは135万回以上の再生回数を記録している。

### 背景・音楽性
桑田が作成した前述の「Let’s try again」のテーマ部分にもともと自身の中にあった曲の原案を膨らませ手を加え、改めてフルコーラス書き下ろした楽曲。東日本大震災から数か月の時間を経て「当初よりようやく冷静に考え始めることができ、そしてあの震災から学ぶべきことは何なのかを少しずつ探り始めている」といった当時の日本全体の空気感を歌詞に盛り込み、骨太なロックチューンとしてアレンジもより華麗なものとなった。震災直後に制作された曲ということもありバンドメンバーもバランスを考えて演奏することを心がけていた。
ミュージック・ビデオではレコーディング風景や桑田の歌唱シーン（虹がかかった青空をバックにしたものと、ビクター401スタジオに組まれた黒バックのシンプルなセットの2パターン）と、震災当時の世の中の実景映像（震災や福島第一原子力発電所事故の余波による不安、震災の影響で積まれた瓦礫などの撤去作業、各地から東北の避難所に届いた救援物資に書かれたエール、自衛隊による災害派遣活動、東北各地の伝統行事や祭事、震災から立ち直ろうとする人々の姿、この曲のリズムに乗って拳を上げたり笑顔を浮かべる人々の姿など）が挿入された。

### 批評
ミュージック・ビデオが収録されている『MVP』の特設サイトでは「未曾有の出来事によって直面した現実と向き合い、リアリティをも飲み込んだポップソングに仕上がっている」と解説された。
震災から数か月を経て桑田自身も「東北でライブができるならば『Let’s try again』を改めて歌いたい」と考えていたという。
この曲がライブで演奏される際には観客も拳を上げるなど、会場全体が一体となり力いっぱいに盛り上げる要素が見受けられている。これについて桑田自身も「あの曲の時は、みんなが『日本人、もう一回立ち上がろうぜ!』という気分になるんでしょうね」と評し、幅広い世代の観客がライブに集中する事の有り難みに感謝する発言をしている。

### 参加ミュージシャン
- 桑田佳祐：Vocal, Chorus, Acoustic Guitar & Hand Craps
- 斎藤誠：Acoustic & Electric Guitars
- 角田俊介：Bass
- 河村“カースケ”智康：Drums & Tambourine
- 曽我淳一：Piano & Computer Programming
- 山本拓夫：Tenor Sax
- 吉田治：Tenor Sax
- 安奈陽子：Chours
- 清水美恵：Chorus
- 401stオールスターズ：Shout & Hand Claps

### 収録アルバム
- I LOVE YOU -now & forever-

### ミュージック・ビデオ収録作品
- MVP

### ライブ映像作品
| 曲名                                    | 作品名                                                                  |
| --------------------------------------- | ----------------------------------------------------------------------- |
| Let's try again 〜kuwata keisuke ver.〜 | 宮城ライブ 〜明日へのマーチ!!〜                                         |
| Let's try again 〜kuwata keisuke ver.〜 | 桑田佳祐 LIVE TOUR & DOCUMENT FILM 「I LOVE YOU -now & forever-」完全盤 |